# Ацуги
Ацуги (јап. 厚木市) град је у Јапану у префектури Канагава. Према попису становништва из 2005. у граду је живело 222.349 становника.

## Становништво
Према подацима са пописа, у граду је 2005. године живело 222.349 становника.
| 1995.   | 2000.   | 2005.   |
| ------- | ------- | ------- |
| 208.627 | 217.369 | 222.349 |